# Dortches, North Carolina
Dortches, North Carolina (енгл. Dortches) град је у америчкој савезној држави Северна Каролина.

## Демографија
По попису из 2010. године број становника је 935, што је 126 (15,6%) становника више него 2000. године.
| Група             | 2000.       | 2010.       |
| Белци             | 617 (76,3%) | 649 (69,4%) |
| Афроамериканци    | 165 (20,4%) | 226 (24,2%) |
| Азијати           | 0 (0,0%)    | 5 (0,5%)    |
| Хиспаноамериканци | 15 (1,9%)   | 35 (3,7%)   |
| Укупно            | 809         | 935         |